# ماشین ظرف‌شویی

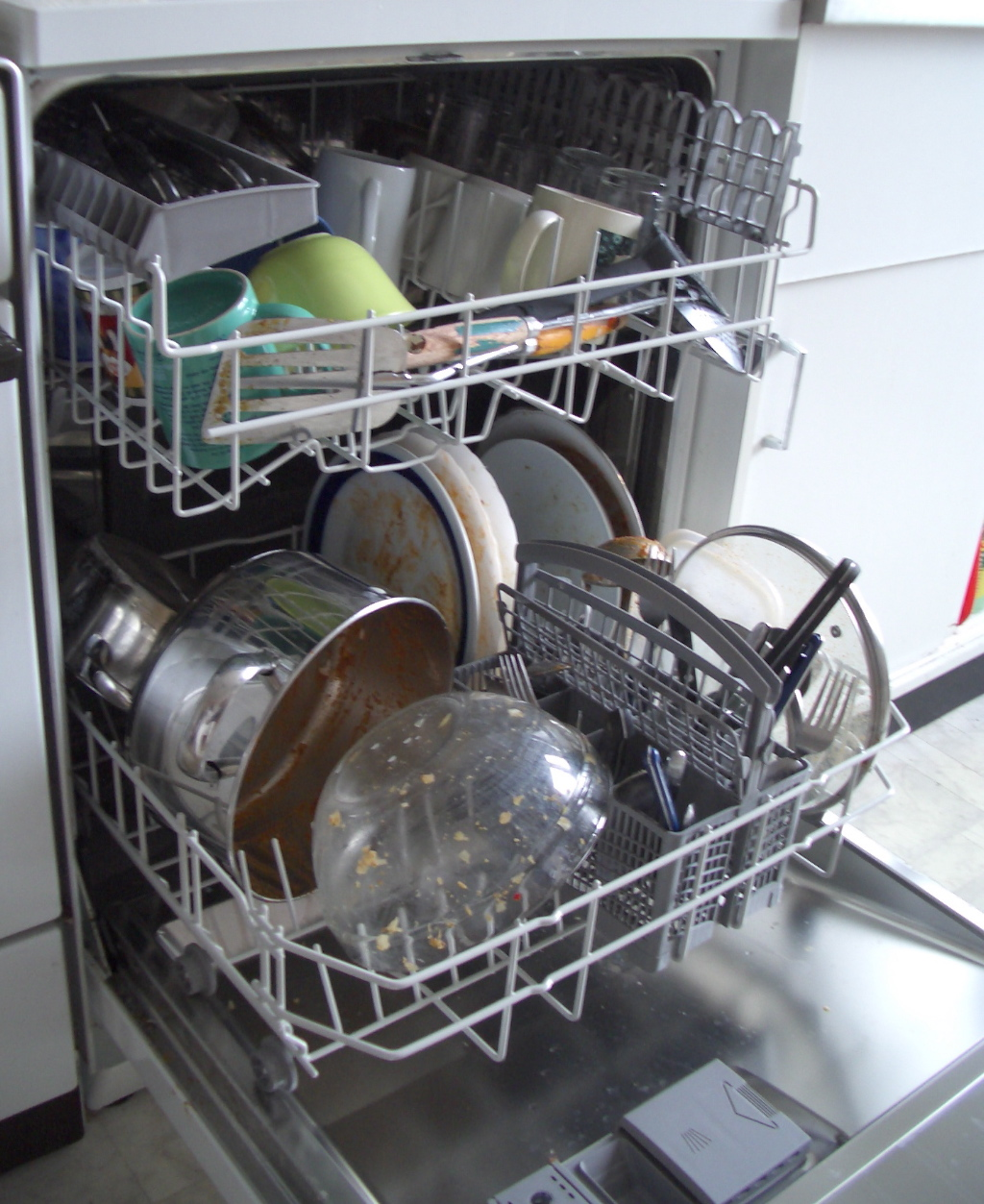
یک ماشین ظرف‌شویی

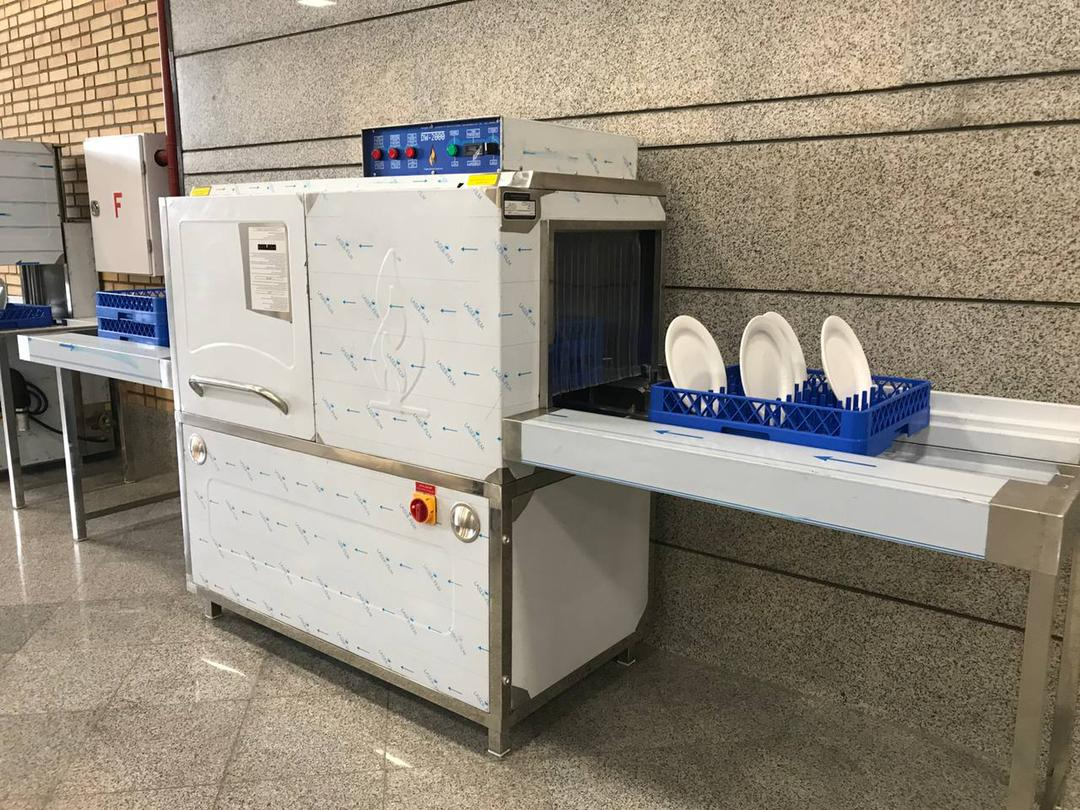
یک مدل ماشین ظرف‌شویی صنعتی

ماشین ظرف‌شویی یک دستگاه مکانیکی برقی است که برای شستن و تمیز کردن ظرف‌ها و وسایل خوردن و آشامیدن به کار می‌رود. از ماشین ظرف‌شویی در رستوران‌ها و آشپزخانه‌های منازل استفاده می‌شود و کمک می‌کند تا بدون زحمت، حجم بالایی از ظروف را با سرعت بالا شست. امروزه ماشین ظرف‌شویی به یکی از پرکاربردترین وسایل در منازل و رستوران‌ها تبدیل شده‌است.

## تاریخچه
نخستین ماشین ظرف‌شویی را یک زن ثروتمند به نام جوزفین کاکرن در سال ۱۸۸۶ اختراع کرد و آن را در نمایشگاه جهانیِ شیکاگو در ۱۸۹۳ به نمایش گذاشت.

## انواع ماشین ظرف‌شویی
- ماشین ظرف‌شوییِ توکار که داخل کابینت نصب می‌شود و قابل جابه‌جا کردن نیست.
- ماشین ظرف‌شوییِ رومیزی و سبک قابل جابه‌جا شدن هستند و تنوع رنگیِ بسیار بالایی دارند.
- ماشین ظرف‌شویی ایستاده برای حجم‌های بالاترِ ظروف مورد استفاده است و درست مثل ماشین لباس‌شویی به جایگاهی در آشپزخانه برای نصب شدن نیاز دارد.

## عملکرد ماشین ظرف‌شویی
برای استفاده از ماشین ظرف‌شویی کاربر ابتدا دستگاه را روشن می‌کند و تنظیمات لازم را به دستگاه اعمال می‌کند، سپس با فشردن دکمهٔ شروع، ظرف‌شویی شروع به کار می‌کند. زمانی که دستگاه، فرایند شست‌وشو را آغاز می‌کند ابتدا آب از مخزن نمک عبور کرده و وارد حوضچه می‌شود، سپس این آب توسط پمپ در دستگاه به گردش در می‌آید و توسط بازوهای آبپاش با فشار بالا بر روی ظروف پاشیده می‌شود تا ظروف کاملاً تمیز شوند. پس از تمیز شدن ظروف آب کثیف تخلیه شده و در صورت فعال بودن گزینهٔ خشک‌کن، دستگاه با گرم کردن محیط، ظروف را خشک می‌کند و عملیات شست‌وشو به پایان می‌رسد.

### انواع شویندهٔ ماشین ظرف‌شویی
- قرص ماشین ظرف‌شویی جهت شست‌وشو و تمیز کردن ظروف بدون نیاز به مواد شویندهٔ دیگر.
- نمک مخصوص جهت کاهش سختی آب.
- مایع جلا دهنده که به دلیل حالت براقی که روی ظروف ایجاد می‌کند مورد استفاده قرار می‌گیرد.
- بوگیر ماشین ظرف‌شویی برای از بین بردن بوی بد ماشین ظرف‌شویی.
- خَش‌گیر ماشین ظرف‌شویی برای جلوگیری از خش و خط افتادن ظروف.
- پودر ماشین ظرف‌شویی که می‌تواند جایگزین قرص ماشین ظرف‌شویی بشود.
- جرم‌گیر ماشین ظرف‌شویی برای جلوگیری از رسوب آهک در ماشین ظرفشویی.

## بخش‌های گوناگون
- مخزن: یا از جنس پلاستیک است یا از جنس استیل (فولاد ضدزنگ)
- قفسه: دارای اندازه‌هایی گوناگون برای ظرف‌ها با اندازه‌های گوناگون است.
- فیلتر غذا: گاهی بازماندهٔ غذاها برای آن‌که بتوانند خارج شوند، نخست آسیاب و سپس همراه با آب خارج می‌شوند.
- آب‌گرمکن: آب گرم، کار شست‌وشو را بهتر می‌کند.
- سوراخ‌های آب‌فشان: سوراخ‌هایی هستند که آب از راه آن‌ها با فشار بیشتری خارج می‌شود و شست‌وشوی بهتری انجام می‌شود.
- خشک‌کن: ظرف‌ها را خشک می‌کند و برق زیادی هم مصرف می‌کند.
- بخش الکترونیکی: برای برنامه دادن و شست‌وشوی هوشمند است.